# Leptopelis bequaerti
Leptopelis bequaerti là một loài ếch thuộc họ Hyperoliidae.
Loài này có ở Liberia và có thể có ở Guinée.
Môi trường sống tự nhiên của chúng là đầm nước ngọt có nước theo mùa.